# Мирпур-Хас (округ)
Мирпур-Хас (урду ضِلع مِيرپُورخاص‎, англ. Mirpur Khas District, синдхи ضلعو ميرپورخاص) — один из 23 округов пакистанской провинции Синд. Административный центр — город Мирпур-Хас.

## География
Площадь округа — 2925 км². На юге граничит с округами Бадин и Тхарпаркар, на востоке — с округом Умеркот, на севере — с округом Сангхар, на западе — с округом Тандо-Аллах-Яр.

## Административно-территориальное деление
Округ делится на три техсила:
- Мирпур-Хас
- Дигри
- Кот-Гулам-Мухаммад

## Население
По данным переписи 1998 года, население округа составляло 905935 человек, из которых мужчины составляли 52.00 %, женщины — соответственно 48.00 %. Уровень грамотности населения (от 10 лет и старше) составлял 36,0 %. Средняя плотность населения — 309.7 чел./км².